# Pulitzer-Preis 2010
Der Pulitzer-Preis 2010 war die 94. Verleihung des renommierten US-amerikanischen Literaturpreises. Die Preisträger wurden am 12. April 2010 bekannt gegeben. Zum ersten Mal gewann eine Online-Quelle, ProPublica, in einem Bereich, der bisher ausschließlich Print vorbehalten war. Ein Musical, Next to Normal, gewann zum ersten Mal seit 14 Jahren den Drama-Preis. Der Country-Sänger und Songwriter Hank Williams, der 1953 im Alter von 29 Jahren starb, erhielt eine besondere Ehrung. Nachfolgend sind die Gewinner in jeder Kategorie aufgeführt.
Die Jury bestand aus 18 Personen unter dem Vorsitz von Anders Gyllenhaal vom Miami Harald.

## Preisträger
| Kategorie                                                  | Preisträger                                                                           | Begründung |
| ---------------------------------------------------------- | ------------------------------------------------------------------------------------- | --- |
| Dienst an der Öffentlichkeit (Public Service)              | Bristol Herald Courier                                                                | Preis verliehen für die Arbeit von Daniel Gilbert bei der Aufklärung der undurchsichtigen Misswirtschaft bei den Erdgas-Lizenzgebühren, die Tausenden von Landbesitzern in Südwest-Virginia geschuldet werden, was die Gesetzgeber des Bundesstaates zu Abhilfemaßnahmen veranlasste.                           |
| Aktuelle Berichterstattung (Breaking News Reporting)       | Mitarbeiter der The Seattle Times                                                     | Preis verliehen für die umfassende Berichterstattung in Print und Online über die tödlichen Schüsse auf vier Polizeibeamte in einem Kaffeehaus und die 40-stündige Fahndung nach dem Verdächtigen. |
| Investigativer Journalismus (Investigative Reporting)      | Barbara Laker und Wendy Ruderman von Philadelphia Daily News                          | Preis verliehen für ihre einfallsreiche Berichterstattung, die ein korruptes Rauschgiftdezernat der Polizei aufdeckte, was zu einer FBI-Untersuchung und der Überprüfung von Hunderten von Strafverfahren führte, die durch den Skandal belastet waren.                                                         |
| Investigativer Journalismus (Investigative Reporting)      | Sheri Fink von ProPublica in Zusammenarbeit mit The New York Times Magazine           | Preis verliehen für eine Geschichte, die die dringenden Entscheidungen über Leben und Tod beschreibt, die von den erschöpften Ärzten eines Krankenhauses getroffen wurden, als sie durch die Fluten des Hurrikans Katrina von der Umwelt abgeschnitten waren.                                                   |
| Hintergrundberichterstattung (Explanatory Reporting)       | Michael Moss und Mitarbeiter der The New York Times                                   | Preis verliehen für die schonungslose Berichterstattung über verunreinigte Hamburger und andere Probleme mit der Lebensmittelsicherheit, die in Print- und Online-Medien Mängel in der Bundesgesetzgebung aufzeigte und zu verbesserten Praktiken führte.                                                       |
| Lokale Berichterstattung (Local Reporting)                 | Raquel Rutledge vom Milwaukee Journal Sentinel                                        | Preis verliehen für ihre eindringlichen Berichte über Betrug und Missbrauch in einem Kinderbetreuungsprogramm für geringverdienende, arbeitende Eltern, das die Steuerzahler schröpfte und die Kinder gefährdete, was zu einem staatlichen und bundesstaatlichen Durchgreifen gegen die Anbieter führte.        |
| Berichterstattung im Inland (National Reporting)           | Matt Richtel und Mitarbeiter der The New York Times                                   | Preis verliehen für einschneidende Arbeiten in Print- und Online-Medien über die gefährliche Nutzung von Mobiltelefonen, Computern und anderen Geräten beim Führen von Pkw und Lkw, die weit verbreitete Bemühungen zur Eindämmung des abgelenkten Fahrens angeregt haben.                                      |
| Auslandsberichterstattung (International Reporting)        | Anthony Shadid von der The Washington Post                                            | Preis verliehen für eine reichhaltige, wunderschön geschriebene Serie über den Irak, während die Vereinigten Staaten abziehen und die Menschen und Führer des Landes darum kämpfen, mit dem Erbe des Krieges umzugehen und die Zukunft des Landes zu gestalten.                                                 |
| Feature Writing (Feature Writing)                          | Gene Weingarten von The Washington Post                                               | Preis verliehen für seine eindringliche Geschichte über Eltern aus unterschiedlichen Gesellschaftsschichten, die ihre Kinder versehentlich töten, indem sie sie im Auto vergessen. |
| Kommentar (Commentary)                                     | Kathleen Parker von The Washington Post                                               | Preis verliehen für ihre scharfsinnigen, oft witzigen Kolumnen zu einer Reihe von politischen und moralischen Themen, in denen sie auf anmutige Weise die Erfahrungen und Werte teilt, die sie zu unvorhersehbaren Schlussfolgerungen führen.                                                                   |
| Kritik (Criticism)                                         | Sarah Kaufman von The Washington Post                                                 | Preis verliehen für ihre erfrischend fantasievolle Herangehensweise an die Tanzkritik, die eine Reihe von Fragen und Themen mit provokanten Kommentaren und originellen Einsichten beleuchtet. |
| Leitartikel (Editorial Writing)                            | Tod Robberson, Colleen McCain Nelson und William McKenzie von The Dallas Morning News | Preis verliehen für ihre unerbittlichen Leitartikel, die das krasse soziale und wirtschaftliche Gefälle zwischen der besser gestellten Nordhälfte der Stadt und der notleidenden Südhälfte beklagen. |
| Karikatur (Editorial Cartooning)                           | Mark Fiore, selbst syndiziert, erscheint auf SFGate.com                               | Preis verliehen für seine animierten Cartoons, die auf SFGate.com, der Website des San Francisco Chronicle, erscheinen, wo sein bissiger Witz, seine umfangreiche Recherche und seine Fähigkeit, komplexe Sachverhalte auf den Punkt zu bringen, einen hohen Standard für eine neue Form des Kommentars setzen. |
| Aktuelle Fotoberichterstattung (Breaking News Photography) | Mary Chind von Des Moines Register                                                    | Preis verliehen für ihr Foto des herzzerreißenden Moments, als ein Retter in einem behelfsmäßigen Gurtzeug baumelnd versucht, eine Frau zu retten, die im schäumenden Wasser unterhalb eines Staudamms gefangen ist.                                                                                            |
| Feature-Fotoberichterstattung (Feature Photography)        | Craig F. Walker von The Denver Post                                                   | Preis verliehen für sein intimes Porträt eines Teenagers, der sich auf dem Höhepunkt der aufständischen Gewalt im Irak der Armee anschließt und auf ergreifende Weise nach Sinn und Männlichkeit sucht. |

| Kategorie                                                   | Preisträger                                                                                             |
| ----------------------------------------------------------- | --- |
| Belletristik (Fiction)                                      | Tinkers von Paul Harding                                                                                |
| Theater (Drama)                                             | Next to Normal von Tom Kitt und Brian Yorkey                                                            |
| Geschichte (History)                                        | Lords of Finance: The Bankers Who Broke the World von Liaquat Ahamed                                    |
| Biographie oder Autobiographie (Biography or Autobiography) | The First Tycoon: The Epic Life of Cornelius Vanderbilt von T. J. Stiles                                |
| Dichtung (Poetry)                                           | Versed von Rae Armantrout                                                                               |
| Sachbuch (General Nonfiction)                               | The Dead Hand: The Untold Story of the Cold War Arms Race and Its Dangerous Legacy von David E. Hoffman |
| Musik (Music)                                               | Violin Concerto von Jennifer Higdon                                                                     |

Eine Besondere Erwähnung (Special Awards and Citations) erfuhr Hank Williams für seine Kunstfertigkeit als Songwriter, der universelle Gefühle mit ergreifender Einfachheit ausdrückte und eine entscheidende Rolle dabei spielte, die Country-Musik zu einer wichtigen musikalischen und kulturellen Kraft im amerikanischen Leben zu machen.